# Aïmen Moueffek
Aïmen Moueffek (Vienne, 9 aprile 2001) è un calciatore marocchino con cittadinanza francese, difensore del Saint-Étienne.

## Caratteristiche tecniche
È un terzino destro di spinta, dotato di buona tecnica e notevole accelerazione. In passato è stato impiegato anche da mezzala e da difensore centrale.

## Carriera

### Club
Cresciuto nel settore giovanile del Saint-Étienne, nel 2020 è stato promosso in prima squadra, con cui ha debuttato il 17 settembre in occasione dell'incontro di Ligue 1 vinto 2-0 contro l'Olympique Marsiglia.

### Nazionale
Ha giocato nella nazionale francese Under-16 e nella nazionale marocchina Under-23.

## Statistiche

### Presenze e reti nei club
Statistiche aggiornate al 8 dicembre 2024.
| Stagione               | Squadra                | Campionato             | Campionato | Campionato | Coppe nazionali | Coppe nazionali | Coppe nazionali | Coppe continentali | Coppe continentali | Coppe continentali | Altre coppe | Altre coppe | Altre coppe | Totale | Totale | Totale |
| Stagione               | Squadra                | Comp                   | Pres       | Reti       | Comp            | Pres            | Reti            | Comp               | Pres               | Reti               | Comp        | Pres        | Reti        | Pres   | Reti   |        |
| ---------------------- | ---------------------- | ---------------------- | ---------- | ---------- | --------------- | --------------- | --------------- | ------------------ | ------------------ | ------------------ | ----------- | ----------- | ----------- | ------ | ------ | ------ |
| 2019-2020              | Saint-Étienne 2        | N2                     | 6          | 0          |                 | -               | -               |                    | -                  | -                  |             | -           | -           | 6      | 0      |        |
| 2020-2021              | Saint-Étienne          | L1                     | 19         | 0          | CF              | 1               | 0               |                    | -                  | -                  |             | -           | -           | 20     | 0      |        |
| 2021-2022              | Saint-Étienne 2        | N3                     | 1          | 0          |                 | -               | -               |                    | -                  | -                  |             | -           | -           | 1      | 0      |        |
| 2021-2022              | Saint-Étienne          | L1                     | 14+1       | 0+0        | CF              | 3               | 0               |                    | -                  | -                  |             | -           | -           | 18     | 0      |        |
| 2022-2023              | Saint-Étienne          | L2                     | 23         | 1          | CF              | 1               | 0               |                    | -                  | -                  |             | -           | -           | 24     | 1      |        |
| 2022-2023              | Saint-Étienne 2        | N3                     | 4          | 0          |                 | -               | -               |                    | -                  | -                  |             | -           | -           | 4      | 0      |        |
| Totale Saint-Étienne B | Totale Saint-Étienne B | Totale Saint-Étienne B | 11         | 0          |                 | -               | -               |                    | -                  | -                  |             | -           | -           | 11     | 0      |        |
| 2023-2024              | Saint-Étienne          | L2                     | 34+3       | 4+0        | CF              | 1               | 0               |                    | -                  | -                  |             | -           | -           | 38     | 4      |        |
| 2024-2025              | Saint-Étienne          | L1                     | 11         | 0          | CF              | 0               | 0               |                    | -                  | -                  |             | -           | -           | 11     | 0      |        |
| Totale Saint-Étienne   | Totale Saint-Étienne   | Totale Saint-Étienne   | 105        | 5          |                 | 6               | 0               |                    | -                  | -                  |             | -           | -           | 111    | 5      |        |
| Totale carriera        | Totale carriera        | Totale carriera        | 116        | 5          |                 | 6               | 0               |                    | -                  | -                  |             | -           | -           | 122    | 5      |        |